# ぱぱす
株式会社ぱぱす（英: PAPASU Co.,Ltd）は、東京都墨田区に本社を置くドラッグストア。マツモトキヨシグループの子会社。
コーポレートカラーの黄色とメガネを掛けたぱぱすおじさんがシンボルマークの「どらっぐぱぱす」を東京都内に出店。人口密集地区の東京都東部にドミナント出店している。コーポレートスローガンは「あなたの町の生活便利店」。
社名のぱぱすには二つの意味がある。
- papa'sと銘打って、ママとパパが一緒にいる温かい家庭空間をイメージ。
- purpose 目的を持つこと・決心すること。

## 沿革
- 1989年11月 - 有限会社ぱぱすを設立。1号店谷中店を皮切りに、出店攻勢。POSシステムを駆使して、ドミナント戦略を推進。
- 1992年 - EOS発注を導入する。
- 1995年 - 創業6年目にして売上50億を達成。
- 1998年 - 売上100億を達成。
- 2000年 - 城東地区を出店強化し、ドミナント戦略を徹底する。
- 2004年 - 売上250億を達成。
- 2006年
  - 売上290億を達成
  - 7月 - マツモトキヨシの傘下になる。
- 2010年 - 売上400億を達成。
- 2012年 - 売上446億を達成。
- 2013年 - 売上462億を達成。

## 店舗数

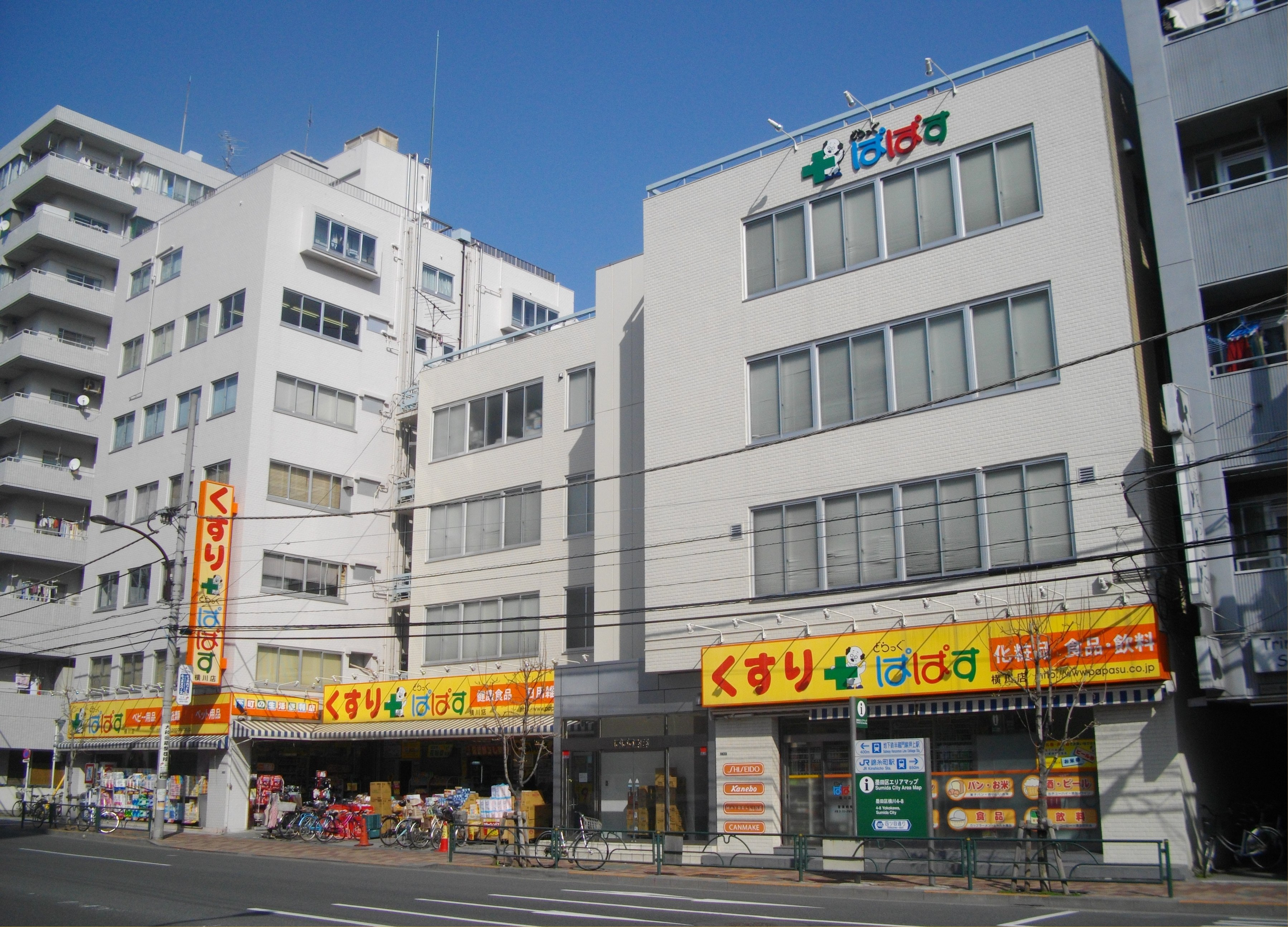
どらっぐぱぱす横川店。(墨田区)本社所在地でもある。

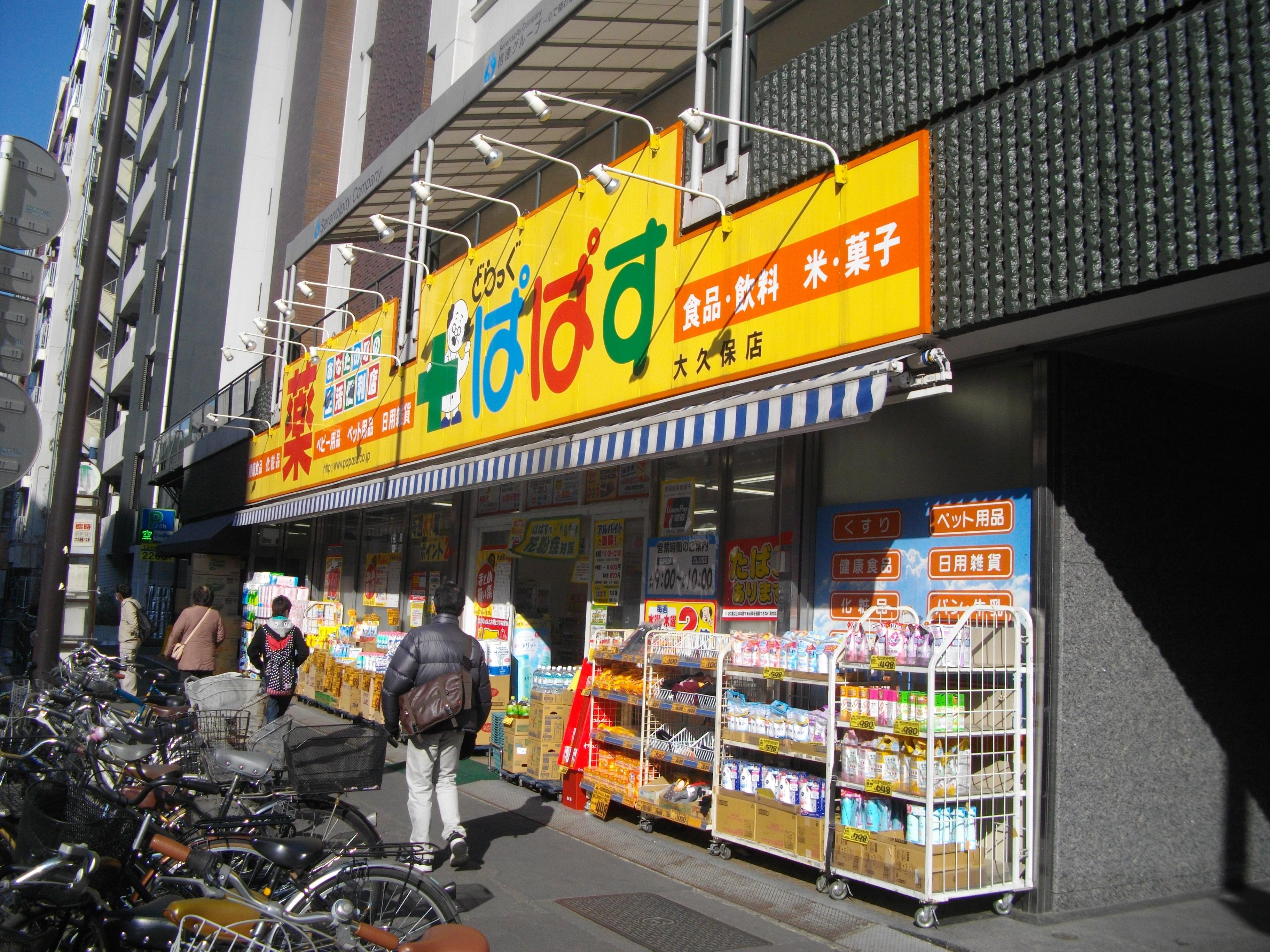
どらっぐぱぱす大久保店(新宿区)

東京都内に約140店舗（調剤薬局含む）。神奈川県2店舗。千葉県1店舗。内訳は以下の通りである。（+の後の数字は調剤店舗の数）
- 葛飾区15+2、江戸川区13+2、足立区13+2、中央区8+3、文京区7+4、荒川区7+3、板橋区8、墨田区7、新宿区6+1、練馬区5+2　江東区5+1、北区5、豊島区4、杉並区4、世田谷区4、大田区3+1、台東区3+1、中野区3、渋谷区2、港区1+1、千代田区1…と続き、品川区、目黒区には存在しない。
- 近年は調剤併設型店舗を増やしている。
- 2012年11月　神奈川県川崎市に出店。

## ポイントカード
ポイントカードは通常200円に付き1ポイントが付与されるが、200円未満の端数金額は繰越残高として次回へ繰り越され、次回分の購入金額と繰越残高を合算してポイントを換算する方式を採用しており、ポイントの換算対象とならない端数分が無駄にならないように設計されている。また、ポイント有効期限・累計ポイント・繰越残高などをカードで確認できる印字形式をとっているため、マツモトキヨシグループ内の他の店舗（マツモトキヨシなど）での相互利用はできなかった。
2013年4月1日にポイントカードのシステムをマツモトキヨシグループ内の他の店舗と同じシステムに変更となり、ポイントの付与単位を税抜100円に付き1ポイントに引き下げた一方、ポイントの換算対象とならない端数分の繰越残高機能を廃止。さらに、これまではカード発行時にかかっていた発行手数料（100円）が無料となった。システムの変更に伴って、グループ内で発行しているポイントカード同様に「GOOPON（グーポン）」機能が付与された。旧カードを所持している方は移行措置として、カードを切り替える場合は旧カードの累計ポイントに加え、発行手数料相当分の100ポイントが加算された状態で新カードに移行される。退会する場合は旧カードが回収され、獲得したポイントはすべて無効になるが、入会時に支払った発行手数料は現金にて返金される。
2014年11月1日にマツモトキヨシグループ内の他の店舗で導入されている、1ヶ月間又は1年間の累計購入金額に応じてポイントが翌月または翌年度1年間、2～3倍加算される「プレミアムポイント」の導入（ただし、「ポイント5倍デー」開催日に税抜3,000円以上購入した場合は「プレミアムポイント」適応中でもポイント5倍加算が優先される）と同時にポイントシステムを統合し、「マツモトキヨシ」をはじめとするマツモトキヨシグループ内の他の店舗でも利用ができるようになった。
2015年4月1日には、同年3月31日をもってサービスを終了した「コスメティックメンバーズカード」について、2016年3月31日までの期間限定で、スタンプ1個につき50ポイントをポイントカードに付与するポイント交換を開始した（申し込みからポイント移行完了までは約1ヶ月を要する）。